# Blaisance
Die Blaisance ist ein Fluss in Frankreich, der im Département Hautes-Alpes in der Region Provence-Alpes-Côte d’Azur verläuft. Sie entspringt im Gemeindegebiet von Sorbiers, beim Col de la Flachère, entwässert generell in östlicher Richtung, durchquert den Regionalen Naturpark Baronnies Provençales und mündet nach rund 19 Kilometern im Gemeindegebiet von Trescléoux, nahe der Grenze zur Nachbargemeinde Garde-Colombe, als rechter Nebenfluss in den Buëch.

## Orte am Fluss
(Reihenfolge in Fließrichtung)
- Montjay
- Chanousse
- Trescléoux
- Lagrand, Gemeinde Garde-Colombe